# Collenberg (Bawaria)

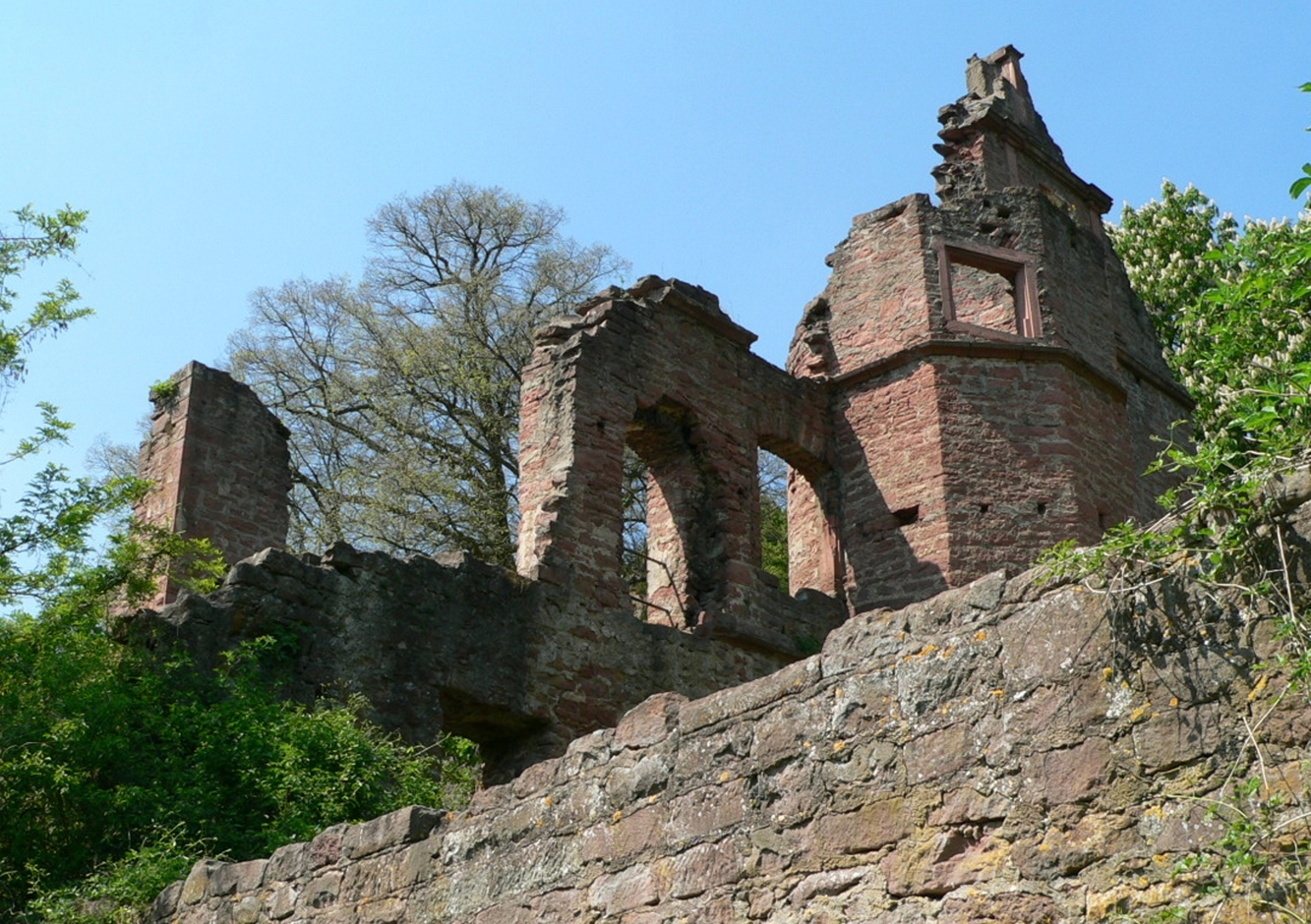
Ruiny Collenburg

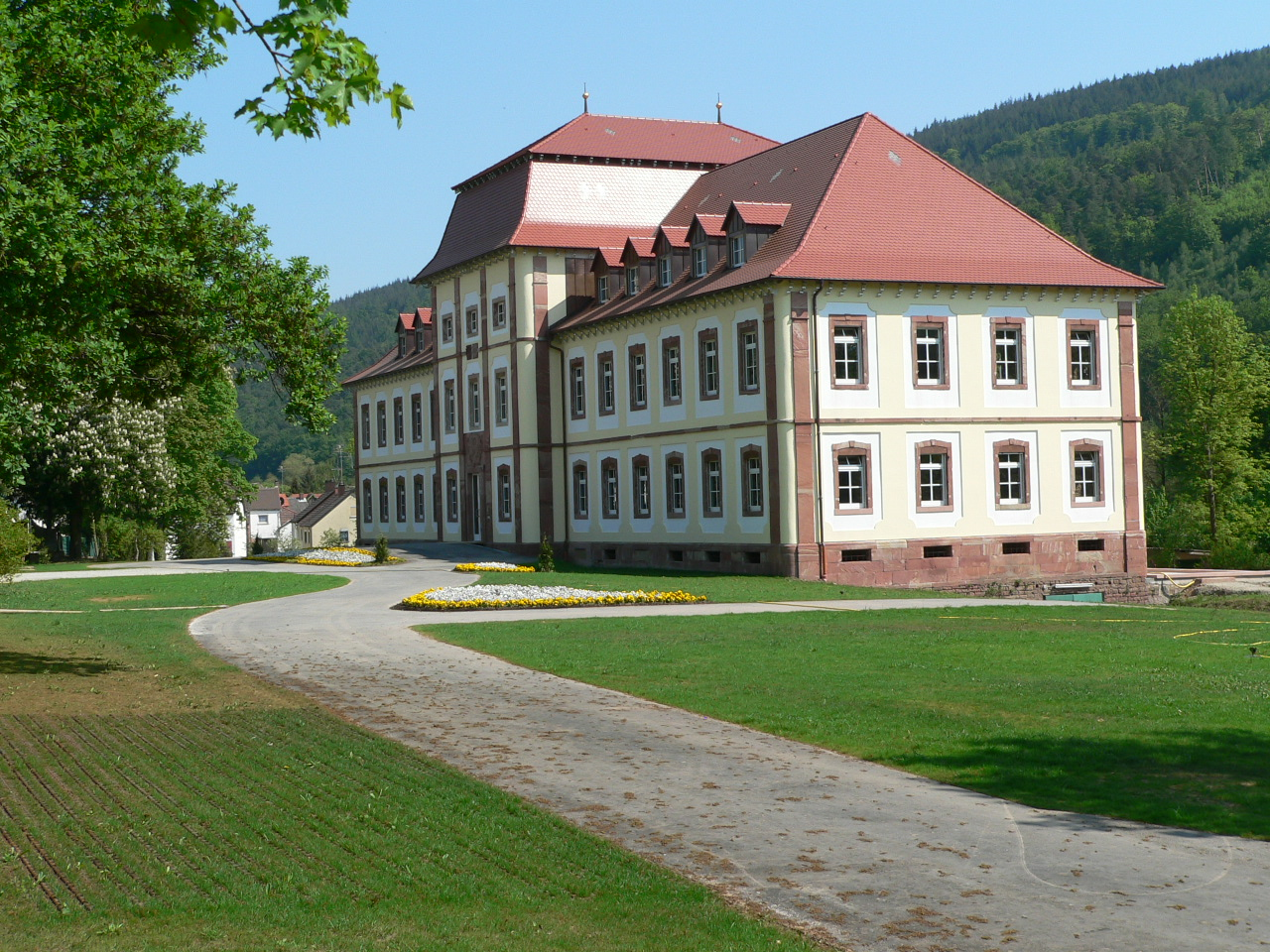
Pałac Fechenbach

Collenberg – miejscowość i gmina w Niemczech, w kraju związkowym Bawaria, w rejencji Dolna Frankonia, w regionie Bayerischer Untermain, w powiecie Miltenberg. Leży około 10 km na północny wschód od Miltenberga, nad Menem, przy linii kolejowej Aschaffenburg – Aalen.

## Dzielnice
W skład gminy wchodzą trzy dzielnice:
- Fechenbach
- Reistenhausen
- Kirschfurt

## Zabytki i atrakcje
- ruiny zamku Collenburg (wybudowany w 1250)
- pałac Fechenbach

## Osoby urodzone w Collenbergu
- Georg Karl von Fechenbach Zahn – biskup Würzburga

## Oświata
W gminie znajduje się przedszkole (z 85 dziećmi) oraz szkoła podstawowa.